# Lingua serbo-croata
La lingua serbo-croata o serbocroata (alfabeto latino: srpskohrvatski, e cirillico: српскохрватски, pron. AFI: /ˌsərpskoˈxərvat͡ski/) è una lingua slava meridionale; possiede oggi quattro varietà standardizzate (serbo, croato, bosniaco e montenegrino), molto simili tra loro.
Al 2011, era parlata da 21 milioni di parlanti nativi; nel 2022, le due maggiori lingue in base ai parlanti totali secondo Ethnologue 2022 sono il serbo (10,3 milioni) e il croato (6,8 milioni).
Era una delle lingue ufficiali della Jugoslavia, dov'era impiegata nelle repubbliche socialiste di Serbia (ufficialmente lingua serbocroata), Croazia (ufficialmente lingua croata o serba), Bosnia-Erzegovina (ufficialmente lingua serbocroata/croatoserba) e Montenegro (ufficialmente lingua serbocroata iecava), al fianco dello sloveno e del macedone (parlati rispettivamente nelle repubbliche socialiste di Slovenia e Macedonia); questa denominazione non è più ufficialmente usata dopo le Guerre jugoslave e la conseguente dissoluzione dello Stato unitario slavo.
Da allora le persone riconoscono la propria lingua come serbo in Serbia, come croato in Croazia, come bosniaco in Bosnia-Erzegovina e come montenegrino in Montenegro; in realtà tali lingue sono così simili tra loro che la maggior parte dei linguisti le considera la stessa lingua, le cui varianti sono in ogni caso mutuamente intelligibili.
L'Università di Vienna, città in cui si è insediata una grande comunità di persone provenienti dai Paesi dell'ex-Jugoslavia, ha inserito nei propri piani di studi il serbo, il croato e il bosniaco come un'unica lingua, chiamandola BKS (Bosnisch-Kroatisch-Serbisch); anche alle Università degli Studi di Trieste, di Venezia, di Bologna, di Bari, di Torino e all'Università "L'Orientale" di Napoli sono compresi gli insegnamenti di "lingua serbo-croata" e "lingua e letteratura serba e croata".

## Classificazione
Nella norma ISO 639-3 è codificata come macrolingua, con i seguenti membri:
- lingua bosniaca (bos);[9]
- lingua croata (hrv);[10]
- lingua serba (srp);[11]
- lingua montenegrina (cnr).[12]

## Letteratura serbo-croata
Prima ancora di essere lingua di uno Stato multietnico, la lingua serbocroata è la lingua di una letteratura unitaria.

Sull'avvicinamento dei popoli slavi meridionali si prodigò, inoltre, nell'Ottocento, il movimento illirico, concepito dal conte croato Janko Drašković e attuato da Ljudevit Gaj. Il progetto sostanzialmente fallì, ma solo in parte: per quanto riguarda la lingua croata, il movimento rinunciò al dialetto caicavo usato a Zagabria e nella Croazia settentrionale, a favore del dialetto stocavo, adoperato nella letteratura ragusea e appoggiato dalla Controriforma.
I canti popolari serbo-croati (tradotti in italiano dal Tommaseo) sono una raccolta epica che narra di fatti accaduti nella seconda metà del Trecento e nella zona meridionale della Jugoslavia, in relazione alle battaglie contro i turchi ottomani sul fiume Marica (1371) e sulla piana dei Merli (1389).

Rispettando la logica successione nel tempo, abbiamo:
- ciclo prekosoviano, che riguarda il periodo della dinastia nemanjana;
- epos kosoviano;
- epos di Marko Kraljević;
- ciclo dei despoti: riguarda i moti contro i governanti (despoti) che i turchi, vittoriosi dopo il Kosovo, posero a capo delle nazioni iugoslave;
- ciclo dei banditi;
- ciclo delle guerre di liberazione, avvenute tra Settecento e Ottocento.

Durante il Regno di Jugoslavia e la Repubblica Socialista Federale di Jugoslavia la letteratura iugoslava ebbe esponenti illustri di grande impatto e bravura:
- Ivo Andrić, Premio Nobel 1961, che scrisse vari romanzi (Il ponte sulla Drina, Le cronache di Travnik) e poesie (Ex Ponto).
- Miroslav Krleža, grande autore croato (Il ritorno di Filip Latinovicz, Sull'orlo della ragione, I signori Glembaj) tradotto in Italia da Silvio Ferrari, filosofo comunista critico nei confronti di tutti gli assolutismi e presidente dell'Accademia Letteraria Jugoslava.

## Differenze tra serbo e croato

### Differenze grafiche
Una delle principali differenze tra queste due lingue è costituita dall'alfabeto: in Croazia si usa l'alfabeto latino, mentre in Serbia l'alfabeto ufficiale è il cirillico (sebbene sia previsto anche quello latino, che tuttavia dal 2006 è ufficialmente in una posizione subordinata).

### Differenze grammaticali
I verbi servili vengono seguiti da costruzioni con l'infinito, in croato, e dalla congiunzione da ("che"), in bosniaco. In serbo e montenegrino, con alcune riserve, sono accettate entrambe le varianti.
Esempi:
- "Devo lavorare": Moram raditi (croato; lett. "Devo lavorare"); Moram da radim (serbo; lett. "Devo che lavoro");
- "Devo dirti": Moram ti reći (croato; lett. "Devo dirti"); Moram da ti kažem (serbo; lett. "Devo che ti dico");
- "Vorrei informarLa": Želim vas izvijestiti/obavijestiti (croato; lett. "Vorrei informarLa"); Želim da vas informišem/obavestim (serbo; lett. "Vorrei che La informo").

### Differenze lessicali
La lingua croata di Croazia (distinta da quella di Bosnia-Erzegovina) investe molti più sforzi delle altre varianti serbo-croate nella salvaguardia della propria identità. Ecco alcuni esempi:
- "Calcio": nogomet (croato); фудбал - fudbal (serbo);
- "Aereo": zrakoplov (croato); авион - avion (serbo).

Ecco alcuni esempi di differenze lessicali tra serbo e croato:
| croato        | serbo           | italiano               |
| ------------- | --------------- | ---------------------- |
| tjedan        | nedelja         | settimana              |
| tisuća        | hiljada         | mille                  |
| zrak          | vazduh          | aria                   |
| hlače         | pantalone       | pantaloni              |
| sigurnost     | bezbednost      | sicurezza              |
| grah          | pasulj          | fagiolo                |
| časnik        | oficir          | ufficiale              |
| nožice, škare | makaze          | forbici                |
| kruh          | hleb            | pane                   |
| susjed        | komšija         | vicino                 |
| svemir        | svemir, vasiona | spazio                 |
| opušak        | pikavac         | mozzicone di sigaretta |
| šaka          | šaka, pesnica   | pugno                  |
| glazba        | muzika          | musica                 |
| juha          | supa            | zuppa                  |
| povijest      | priča, istorija | storia                 |
| deka          | ćebe            | coperta                |
| žlica         | kašika          | cucchiaio              |
| cjepivo       | vakcina         | vaccino                |
| komadić       | parče           | pezzettino             |
| osoba         | lice            | persona                |
| ručnik        | peškir          | asciugamano            |
| otok          | ostrvo          | isola                  |
| vlastit       | sopstven        | proprio                |
| vlak          | voz             | treno                  |
| kolodvor      | stanica         | stazione               |
| mrkva         | šargarepa       | carota                 |
| papar         | biber           | pepe                   |
| rajčica       | paradajz        | pomodoro               |

Alcuni sostantivi si differenziano nel genere e, conseguentemente, nella declinazione:
| croato     | serbo       | italiano   |
| ---------- | ----------- | ---------- |
| minuta (f) | minut (m)   | minuto     |
| osnova (f) | osnov (m)   | fondamento |
| planet (m) | planeta (f) | pianeta    |
| večer (f)  | veče (n)    | sera       |
| zraka (f)  | zrak (m)    | raggio     |

Accanto alle differenze nel lessico di base ci sono soprattutto differenze significative per quanto riguarda l'assunzione di parole straniere: 
1. Sostanzialmente in croato esistono meno parole straniere: al loro posto si preferiscono nuove creazioni (ad es. zrakoplov/avion [aeroplano], odrezak/šnicla [cotoletta], ecc.); questa tendenza c'è sempre stata, ma è stata rafforzata per ragioni politiche conformemente agli eventi storici degli anni '90; nella lingua colloquiale esistono tuttavia anche in croato più parole straniere che nella lingua scritta (germanismi e ungarismi nel nord, italianismi veneziani sulla costa).
2. Esistono differenze nelle parole di origine greca: il croato le ha prese in prestito dal latino medievale, mentre il serbo le ha prese direttamente dal greco bizantino:
ocean - okean, barbar - varvar, kemija - hemija, Betlehem - Vitlejem, demokracija - demokratija
3. Nel croato odierno le nuove parole straniere con radice latina prendono quasi sempre il suffisso -irati (dal tedesco -ieren), mentre in serbo compaiono a questo posto i suffissi -ovati e -isati: identificirati - identifikovati, informirati - informisati